# Edward Heiman-Jarecki

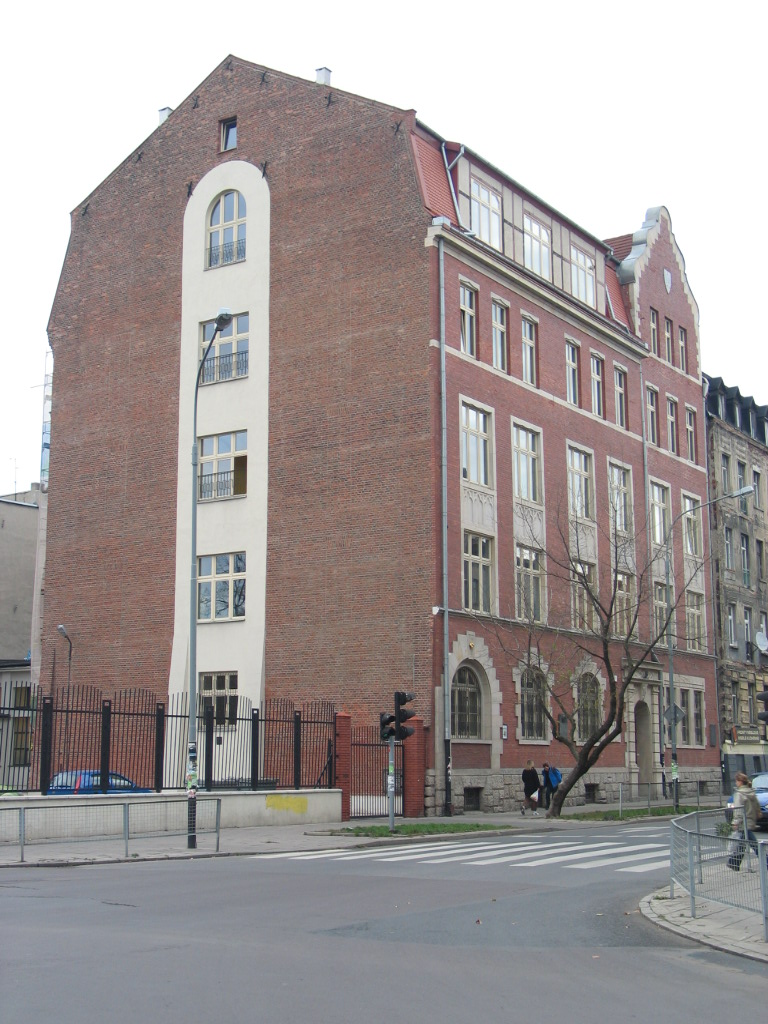
Budynek Gimnazjum Polskiego w Łodzi, ufundowany przez Edwarda Heimana-Jareckiego.

Edward Heiman-Jarecki (ur. 10 września 1856 w Kleczewie, zm. 23 lipca 1933 w Łodzi) – polski fabrykant, działacz społeczny, fundator gmachu Gimnazjum Polskiego w Łodzi.

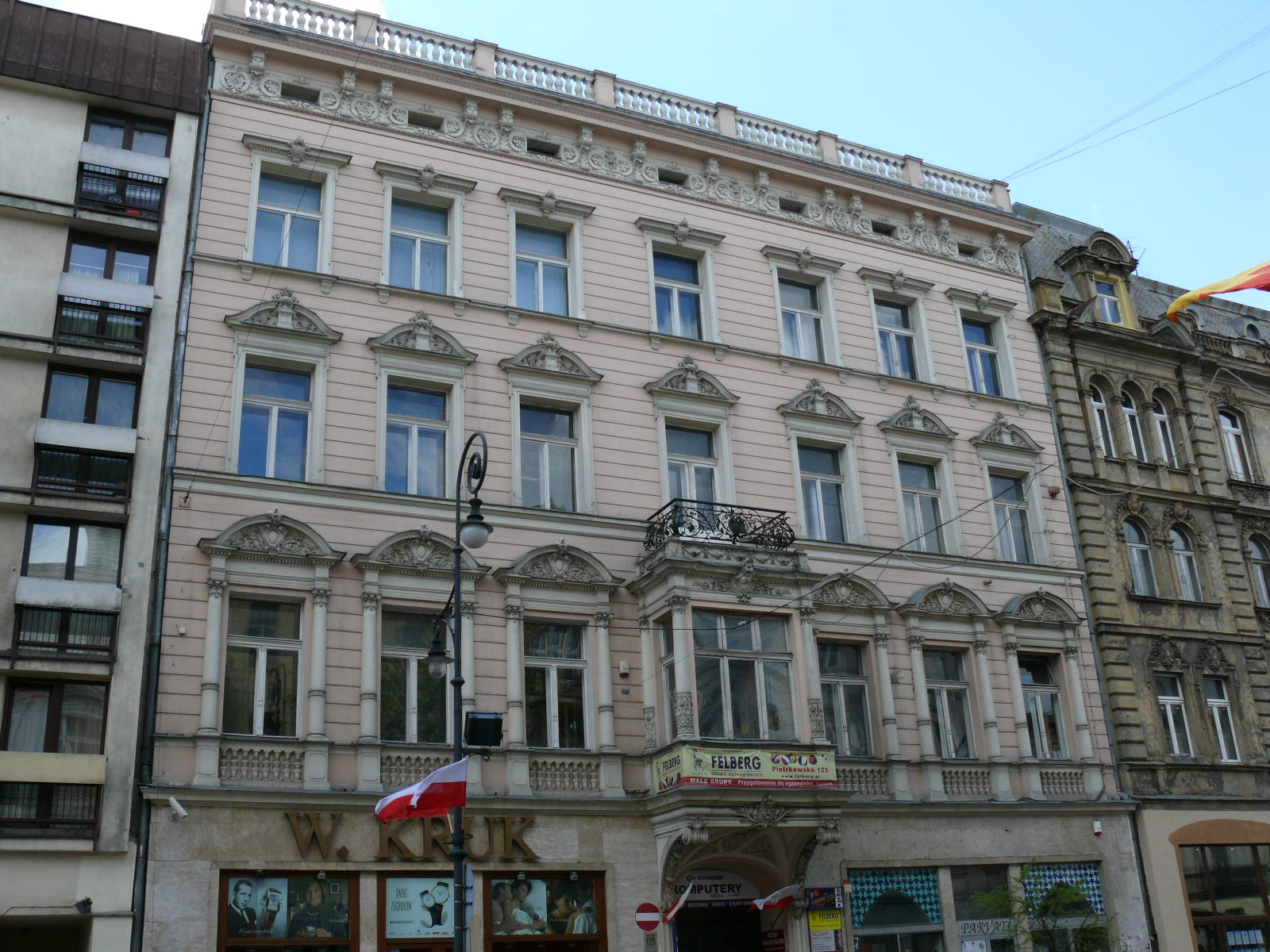
Kamienica, w której mieszkał Edward Heiman-Jarecki

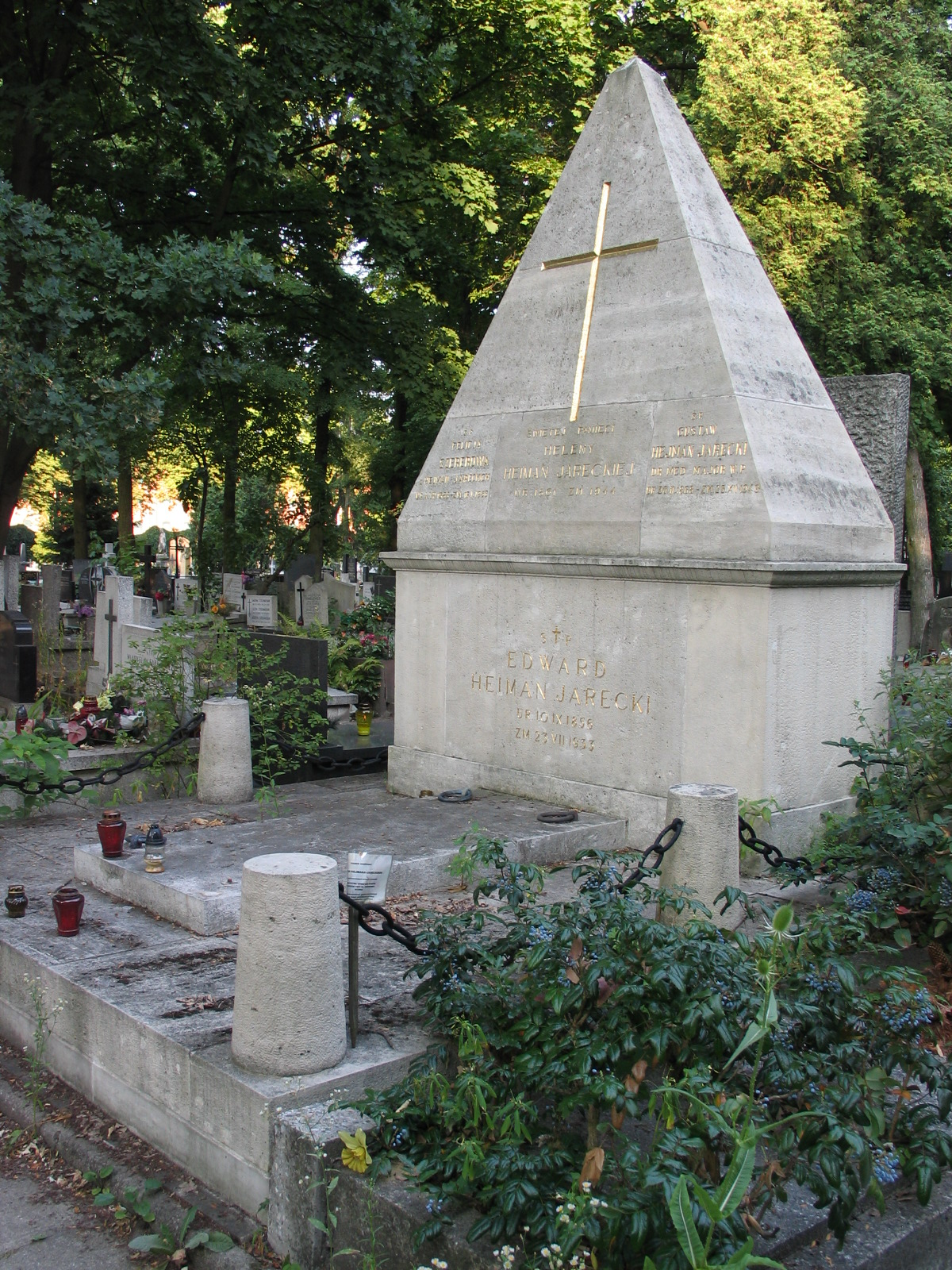
Grób rodziny Heiman-Jareckich

## Życiorys
Urodził się w rodzinie Żydów, którzy przeprowadzili się do Łodzi. Studiował we Wrocławiu, po czym wrócił do Łodzi, gdzie podjął praktykę w zakładach Izraela Poznańskiego. W 1879 założył fabrykę Siewierno-Tkacka Manufaktura w Petersburgu. W 1898 założył spółkę „Heiman E. i Kernbaum M.” – Przędzalnia Bawełny i Farbiarnia „Wola”, która wykupiła zakłady „Rapecki i s-ka” na Woli przy obecnej ulicy Bema. W szybkim czasie rozwinął fabrykę, a roczne obroty wynosiły 500–800 tys. rubli. Pomimo bliskości Warszawy Heiman wolał mieszkać i udzielać się w Łodzi. Uzyskał koncesję na dzierżawę łódzkiej gazowni, z której czerpał wielkie zyski. Założył również razem z Herbstem, Poznańskim, Richterem i Eisertem Towarzystwo Akcyjne Elektryczność-Gaz-Trakcja, celem budowy gazowni, stacji elektrycznych, sieci tramwajowych, wodociągów i mostów na terenie zaboru rosyjskiego. Plany nie zostały zrealizowane z powodu wybuchu I wojny światowej. W 1928 rodzina spolonizowała się dodając do nazwiska człon Jarecki i przeszła na wiarę katolicką. Do końca życia mieszkał przy ul. Piotrkowskiej 125.

### Działalność społeczna
Edward Heiman od początku związany był z Żydowskim Towarzystwem Dobroczynności. Udzielał się w Fundacji Goldfederów „Tanie mieszkania”. Był również współzałożycielem „Polskiego Towarzystwa Teatralnego”, które powstało w 1903. Celem Towarzystwa nie było tylko dofinansowywanie łódzkiego teatru, ale przede wszystkim propagowanie ambitnych przedstawień, które nie cieszyły się w Łodzi popularnością. W 1906 postanowił, razem ze swoją żoną, wesprzeć Towarzystwo „Uczelnia”, budując na działce przy ulicy Nowo-Cegielnianej (obecna Więckowskiego), początkowo przeznaczonej na własną fabrykę, budynek szkoły. Koszt budowy wyniósł 200 tys. rubli. Całą kwotę zapłacił Edward Heiman. Budynek oddano do użytku w 1909. Edward Heiman został honorowym członkiem komitetu szkoły, jego żona stanęła na czele Towarzystwa Wpisów i Zapomóg, które zajmowało się dofinansowaniem szkoły. W latach 1914–1915 był członkiem Urzędu Starszych Kupców i Głównego Komitetu Obywatelskiego w Łodzi. 2 listopada 1919 r. Heimanowie przekazali budynek Gimnazjum Polskiego na własność skarbu państwa. Edward Heiman był również fundatorem Polskiej Szkoły Handlowej Macierzy Szkolnej w Gdańsku.
Heiman był współinicjatorem Towarzystwa Kredytowego Przemysłu Polskiego, dzięki któremu po I wojnie światowej polska gospodarka została odbudowana. Został również prezesem Związku Przemysłu Włókienniczego w Państwie Polskim. W testamencie przekazał 2 tys. dolarów na rzecz Towarzystwa Upiększania Miasta Kleczewa.
Dekretem z dnia 2 maja 1923 r. (M.P. nr 100, poz.110) Edward Heiman-Jarecki został odznaczony Krzyżem Kawalerskim Orderu Odrodzenia Polski. Zarządzeniem Prezydenta RP z dnia 18 stycznia 1927 r. powyższy dekret został unieważniony.